# Макканьо-кон-Піно-е-Веддаска
Макканьо-кон-Піно-е-Веддаска (італ. Maccagno con Pino e Veddasca) — муніципалітет в Італії, у регіоні Ломбардія,  провінція Варезе. Муніципалітет утворено 4 лютого 2014 року шляхом об'єднання муніципалітетів Макканьо, Піно-сулла-Спонда-дель-Лаго-Маджоре, Веддаска.
Макканьо-кон-Піно-е-Веддаска розташоване на відстані близько 560 км на північний захід від Рима, 75 км на північний захід від Мілана, 28 км на північ від Варезе.
Населення — 2516 осіб (2013).

## Демографія
Населення за роками:

Станом на 1 січня 2023 року в муніципалітеті офіційно проживали 192 іноземці з 42 країн, серед них 74 громадяни країн Євросоюзу та 6 громадян України.

## Сусідні муніципалітети
- Агра
- Каннобіо
- Думенца
- Луїно
- Тронцано-Лаго-Маджоре
- Бриссаго
- Кав'яно
- Гамбароньйо
- Ронко-сопра-Аскона
- Сант'Аббондіо
- Курилья-кон-Монтев'яско
- Індеміні